# 1710-es évek
Évszázadok: 17. század · 18. század · 19. század
Évtizedek: 1660-as évek · 1670-es évek · 1680-as évek · 1690-es évek · 1700-as évek · 1710-es évek · 1720-as évek · 1730-as évek · 1740-es évek · 1750-es évek · 1760-as évek
Évek: 1710 · 1711 · 1712 · 1713 · 1714 · 1715 · 1716 · 1717 · 1718 · 1719

## Események és irányzatok
- A szatmári béke (1711) megkötésével a Habsburg abszolutizmus megszilárdul Magyarországon és Erdélyben.
- A spanyol örökösödési háború lezárása, a spanyolországi Habsburg-uralom vége (utrechti béke, 1713. és rastatti béke, 1714.)
- XIV. Lajos francia király halálával (1715) Fülöp orléans-i herceg régensi kormányzása Franciaországban. Megindul az ország gazdasági és diplomáciai hanyatlása.
- Az utolsó tatárjárás Magyarországon (1717).
- A négyes szövetség háborúja (1718–1720) Spanyolország ellen.